# Michel Graulich
Pour les articles homonymes, voir Graulich.
Michel Graulich (né à Orroir le 26 décembre 1944 et mort à Evere le 10 février 2015) est un chercheur en histoire de l'art et des religions de l'Amérique précolombienne et plus particulièrement de Mésoamérique.
Licencié en histoire (Université de Gand, 1966), licencié en histoire d'art (Université libre de Bruxelles, 1970) et docteur en histoire d'art (Université libre de Bruxelles, 1979), il a fait carrière à l'Université libre de Bruxelles, où il fut professeur titulaire au CIERL (Centre interdisciplinaire d'étude des religions et de la laïcité) de l'Université libre de Bruxelles. Il fut en plus directeur d'études à la Ve section des sciences religieuses de l'EPHE (École pratique des hautes études) de la Sorbonne.
Il a également participé au comité de rédaction de la revue de l'ENAH, Cuicuilco.

## Travaux
Après une licence en histoire de l'Antiquité classique à l'Université de Gand (1967), Michel Graulich s'est lancé dans l'étude des cultures de l'Amérique précolombienne à l'Université Libre de Bruxelles, où il a effectué une licence en histoire de l'art et archéologie (1970) puis un doctorat en philosophie et lettres (1980).

### Controverses
Dans son ouvrage Mythes et rituels du Mexique ancien préhispanique, Michel Graulich propose l'hypothèse polémique d'un retard volontaire du calendrier original des vingtaines, en constatant que le nom de ces dernières ne coïncide pas avec les dates pendant lesquelles sont pratiqués les rituels correspondants. Il propose notamment de rectifier la date originale du calendrier solaire et de la fixer à 682 après Jésus Christ.
En 1994, il publie une biographie du tlatoani Moctezuma II qui propose, à l'encontre de la tradition historiographique, que Moctezuma aurait cherché à lutter contre l'envahisseur espagnol. Cette hypothèse a provoqué des réactions très partagées dans la communauté méso américaniste.